# Розвадув (Люблінське воєводство)
Розвадув (пол. Rozwadów) — село в Польщі, у гміні Улян-Майорат Радинського повіту Люблінського воєводства.
Населення — 202 особи (2011).
У 1975-1998 роках село належало до Білопідляського воєводства.

## Демографія
Демографічна структура станом на 31 березня 2011 року:
|          | Загалом | Допрацездатний вік | Працездатний вік | Постпрацездатний вік |
| -------- | ------- | ------------------ | ---------------- | -------------------- |
| Чоловіки | 116     | 36                 | 66               | 14                   |
| Жінки    | 86      | 19                 | 50               | 17                   |
| Разом    | 202     | 55                 | 116              | 31                   |